# International Law Association
Az International Law Association (Nemzetközi Jogi Egyesület, ILA) nevű szervezetet 1873-ban alapították Brüsszelben. Nemzetközi közjogi kérdésekben tanácsadói szerepet lát el.
Az ILA tevékenységeit a londoni főtitkárság segítségével a Vezetőtanács határozza meg. Napjainkban a tagok száma kb. 3700 fő. Az ILA nyitott szervezet, nemzeti szervezetekben működik.

## Vezető tisztségviselők

### Védnök
- Cecil Olmstead

### Tisztviselők
- elnök: Karl-Heinz Bockstiegel
- alelnökök:
  - Dr. Ricardo R. Balestra
  - Justice S. P. Bharucha
  - Bengt Broms
  - Hungdah Chiu
  - M. Said El-Dakkak
  - Dr. Thok Kyu Limb
  - Jerzy Makarczyk
  - Nicolas Mateesco Matte
  - Lord Mustill
  - Cecil Olmstead
- Vezetőtanács elnöke: Lord Slynn of Hadley
- Vezetőtanács alelnökei:
  - Dr. Kamal Hossain
  - P. B. Mauleverer
  - Robert von Mehren
- Pénztáros: W. A. Hamel
- Tanulmányok igazgatója: Christine Chinkin
- Főtitkár: David J. C. Wyld

## Vezetőtanács
A Vezetőtanács tagjai a mindenkori elnök, alelnökök és védnökök, a Vezetőtanács elnöke és elnökei, a tanulmányok igazgatója, a pénztáros, a főtitkár és az Alapszabályzat szellemében választott egyéb tagok.

### Nemzetközi tagok
- Julio Ernesto Curutchet (Argentína)
- Margaret Brewster (Ausztrália) 
  - helyettes: Ivan Shearer
- Ivan Shearer (Ausztrália)
- Gerhard Hafner (Ausztria) 
  - helyettes: Richard Regner
- Dr. Kamal Hossain (Banglades)
- Eduardo Grebler (Brazília)
- Alexander Yankov (Bulgária)
- Milos Barutciski (Kanada)
- Jeannette Irigoin Barrenne (Chile)
- C. V. Chen (Kína (Tajvan))
- Hrvoje Sikiric (Horvátország)
- Dr. Jiri Zemanek (Csehország)
- Alex Laudrup (Dánia) 
  - helyettes: Ole Spiermann
- Said El-Dakkak (Egyiptom)
- Peeter Kapten (Észtország)
- Gustaf Moller (Finnország) 
  - helyettes: Klaus Lagus
- Gilbert Guillaume (Franciaország)
- Dominique Hascher (Franciaország)
- Karl-Heinz Bockstiegel (Németország) 
  - helyettes: Hilmar Raeschke-Kessler
- Torsten Stein (Németország) 
  - helyettes: Stephan Hobe
- Photini Pazartzis (Görögország) 
  - helyettes: Dr. Anastasia Strati
  - helyettes: Dr. Maria Gavouneli
- Daniel Fung QC (Hong Kong)
- Prandler Árpád (Magyarország)
  - helyettes: Vanda Lamm
- Vijendra Jain (India)
- P. H. Parekh (India)
- Y. K. Sabharwal (India)
- B. Sen (India)
- Dr. Goudarz Eftekhar-Jahromi (Irán)
- Dennis Driscoll (Írország)
- Alan Baker (Izrael) 
  - helyettes: Daniel Taub
- Luigi Ferrari Bravo (Olaszország) 
  - helyettes: Luca G. Radicati di Brozolo
- Shinya Murase (Japán) 
  - helyettes: Masato Dogauchi
- Shigeru Oda (Japán)
- Young-Gil Park (Korea)
- Bernardo Sepulveda Amor (Mexikó) 
  - helyettes: Dr. Luis Miguel Diaz
- Kusum Shrestha (Nepál)
- Marcel M. T. A. Brus (Hollandia)
- Nicolaas J. Schrijver (Hollandia)
- J. J. barones van Haersolte-van Hof (Hollandia)
- Bill Mansfield (Új-Zéland)
- Rolf Einar Fife (Norvégia) 
  - helyettes: Anne Marie Holtedahl
- Julian R. Moti (Csendes-óceáni szigetek)
- Naiyyar Peshimam (Pakisztán)
- Zenaida P. Reyes (Fülöp-szigetek)
- Kazimierz Rowny (Lengyelország)
- Manuel Almeida Ribeiro (Portugália) 
  - helyettes: Professor Jose Jacinto
- Irina Donciu (Románia) 
  - helyettes: Alexandru Farcas
- Anatoly Kolodkin (Oroszország)
- Vladimir Djeric (Szerbia és Montenegró) 
  - helyettes: Sofija Siriski
  - helyettes: Dina Dobrkovic
- Danilo Turk (Szlovénia)
- Neville J. Botha (Dél-Afrikai Köztársaság) 
  - helyettes: John Dugard
- Julio González Soria (Spanyolország)
- Ove Bring (Svédország)
- Kaj Hober (Svédország)
- Dr. Werner Schmid-Lenz (Svájc)
- Dr Andreas R. Ziegler (Svájc)
- Jeremy P. Carver (Egyesült Királyság)
- Dr. Ralph Wilde (Egyesült Királyság)
- James Nafziger (Amerikai Egyesült Államok)
- Alfred Rubin (Amerikai Egyesült Államok)
- Charles Siegal (Amerikai Egyesült Államok)

### Beválasztott tagok
- I. Brownlie QC
- James Crawford
- L. Cameron DesBois
- R. B. Greenburgh
- Dr. Giuseppe Guerreri
- Gunther Jaenicke
- Cynthia Lichtenstein
- A. H. A. Soons
- Janet Walker
- Maureen Williams
- Harry Wunsche

## Politikai és gazdasági bizottság
- Milos Barutciski
- Karl-Heinz Bockstiegel
- Susana Camargo Vieira
- Christine Chinkin
- W. A. Hamel
- Dr. Kamal Hossain
- P. B. Mauleverer
- Cecil Olmstead
- Lord Slynn of Hadley
- Robert von Mehren
- David J. C. Wyld

## Külső hivatkozások
- Hivatalos oldal
- az amerikai tagszervezet oldala